# Drop (filme)
Drop (bra: Drop: Ameaça Anônima; prt: Drop - Número Desconhecido) é um filme de suspense e mistério norte-americano, dirigido por Christopher Landon e escrito por Jillian Jacobs e Chris Roach. Estrelado por Meghann Fahy e Brandon Sklenar, o longa acompanha Violet, uma viúva que recebe ameaças com consequências inimagináveis por meio de seu celular.
O filme teve sua estreia no SXSW em 9 de março de 2025 e foi lançado nos cinemas dos Estados Unidos em 11 de abril de 2025 pela Universal Pictures. No Brasil, o filme foi lançado no dia 10 de abril de 2025.

## Premissa
Violet, uma mãe viúva, está em um encontro com Henry quando começa a ser aterrorizada por uma série de mensagens anônimas em seu celular. O remetente ordena que ela não conte a ninguém e siga instruções cada vez mais cruéis, sob a ameaça de que sua filha e seu filho serão mortos. A situação atinge seu ápice quando Violet recebe a ordem de assassinar Henry.

## Elenco
- Meghann Fahy como Violet, uma mãe solteira
- Brandon Sklenar como Henry, o par romântico de Violet
- Violett Beane como a irmã mais nova de Violet e babá de seu filho
- Jacob Robinson como Toby, o filho de Violet
- Reed Diamond
- Gabrielle Ryan Spring
- Jeffery Self
- Ed Weeks
- Travis Nelson como Connor

## Produção
Em fevereiro de 2024, foi anunciado que um filme de suspense intitulado Drop estava em desenvolvimento, com Christopher Landon dirigindo e Jillian Jacobs e Chris Roach escrevendo o roteiro, com Meghann Fahy escalada para o papel principal.
Em março, Brandon Sklenar se juntou ao elenco do filme. Em abril, Jeffery Self, Gabrielle Ryan Spring, Violett Beane e Jacob Robinson foram adicionados ao elenco. No mês seguinte, Ed Weeks completou o elenco.
As filmagens começaram no final de abril de 2024, na Irlanda.

## Lançamento
Drop foi lançado nos Estados Unidos em 11 de abril de 2025 pela Universal Pictures. No Brasil e em Portugal, o filme foi lançado um dia antes, em 10 de abril, também pela Universal Pictures.